# 100 이어즈 쇼
《100 이어즈 쇼》(The 100 Years Show)는 미국에서 제작된 앨리슨 클레이만 감독의 2015년 다큐멘터리 영화이다. 이 다큐멘터리 영화는 쿠바계 미국인의 미니멀리스트 화가 카르멘 헤레라가 자신의 100번째 생일을 축하하는 것을 배경으로 하고 있다.